# 시네라마

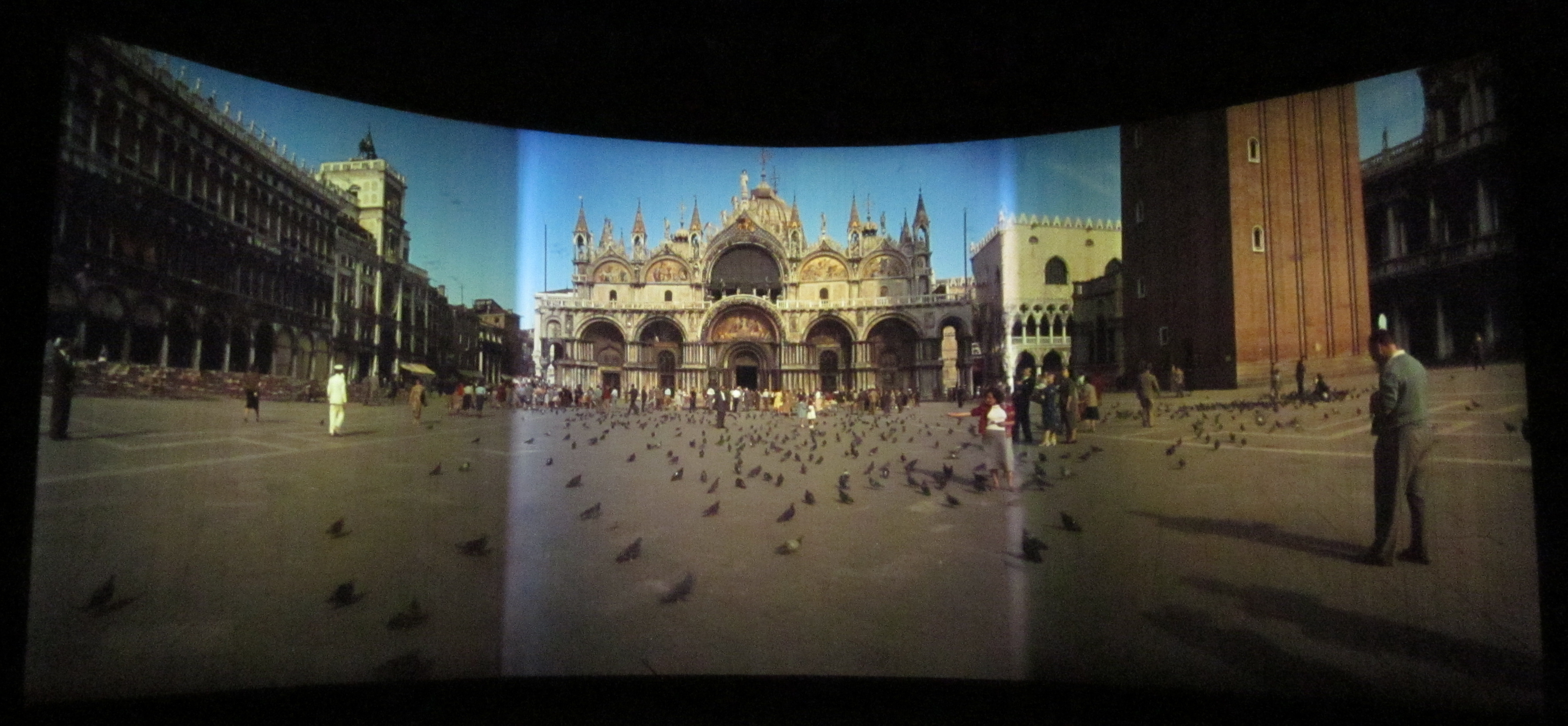
This is Cinerama의 한 장면

시네라마(Cinerama)는 프레드 월러가 고안한 스크린 비율로, 3개의 영사기를 동시에 사용하여 파노라마의 효과를 극대화한다.
미국의 발명가 프레드 월러가 고안한 3대의 촬영기로 동시에 촬영한 필름을 3대의 영사기로 영사하는 시스템이다. 1952년에 발명되어 대형 영화의 선구가 되었으나, 1962년 이래 1대의 촬영기와 영사기를 사용하는 70mm판으로 개량되었다. 만곡도(彎曲度)가 큰 스크린을 사용하는 것이 특색이고 화면의 가로 세로의 비는 2대 1로 되어 있다.

## 같이 보기
- 곡면 텔레비전
- IMAX
- ScreenX